# Bury me in black
«Bury me in black» (en español, "Sepúltame de negro") es una canción de la banda de rock My Chemical Romance, incluida como bonus track en la versión japonesa de su disco conceptual Three cheers for sweet revenge, del año 2004. Posteriormente, en 2006, la canción fue incluida en el álbum Life on the murder scene, disponible alrededor del mundo.
La canción funciona como final de la pareja protagonista del segundo álbum de la banda. Aquí, el amante comienza a sufrir un deterioro mental luego de asesinar a 999 hombres a raíz del trato que hizo con el diablo para poder ver a su amada otra vez.